# Leptogenys violacea
Leptogenys violacea es una especie de hormiga del género Leptogenys, subfamilia Ponerinae.

## Taxonomía
Esta especie fue descrita científicamente por Donisthorpe en 1942.